# Okrajno sodišče v Črnomlju
Okrajno sodišče v Črnomlju je okrajno sodišče Republike Slovenije s sedežem v Črnomlju, ki spada pod Okrožno sodišče v Novem mestu Višjega sodišča v Ljubljani.